# Scream – Schrei!
Scream – Schrei! ist ein US-amerikanischer Horrorfilm des Regisseurs Wes Craven aus dem Jahr 1996. In der Schweiz erschien er unter dem Titel Scream – Schrei des Todes.
Scream zog als Auftakt der Scream-Filmreihe mit Scream 2 (1997), Scream 3 (2000) und Scream 4 (2011) drei kommerziell erfolgreiche Fortsetzungen nach sich. Von 2015 bis 2019 wurde zudem eine Serie produziert unter dem schlichten Titel Scream. 2022 folgte der fünfte Teil Scream. 2023 erschien mit Scream VI der sechste Teil der Reihe.

## Handlung
Die Schülerin Casey Becker bereitet einen Videoabend mit ihrem Freund vor, als das Telefon klingelt und ein unbekannter Mann sich meldet. Aus dem anfangs freundlichen Gespräch entwickelt sich schnell tödlicher Ernst. Der Anrufer will ein „Frage-und-Antwort-Spiel“ zum Thema Horrorfilme spielen und droht damit, Caseys auf der Terrasse gefesselten Freund umzubringen, sollte sie das Spiel verlieren. Nachdem es so gekommen ist, macht der mit einer weißen Geistermaske getarnte Killer Jagd auf Casey, die zuerst aus dem Haus flüchten kann, schließlich aber eingeholt und erstochen wird. Als Caseys Eltern nach Hause kommen, entdecken sie an einem Baum vor der Haustür ihre ausgeweidete Leiche.
Die Einwohner von Caseys Heimatort Woodsboro sind schockiert, denn vor einem Jahr geschah bereits ein ähnlicher Mord. Damals wurde die Mutter von Sidney Prescott, Maureen Prescott, vergewaltigt und ermordet aufgefunden. Die Klatschspaltenreporterin Gale Weathers, die ein erfolgreiches Buch über diesen Mord geschrieben hat, hält den dafür zum Tode verurteilten Cotton Weary für unschuldig und hofft nun, beide Morde aufklären zu können.
Sidneys Vater ist über das Wochenende für eine Tagung verreist, sodass diese bei der Familie ihrer besten Freundin Tatum übernachtet. Kurz bevor sie allerdings von Tatum zu Hause abgeholt wird, meldet sich der Unbekannte bei ihr. Zunächst hält sie den Anruf für den Scherz eines Freundes, bis der Killer sie bedroht und kurz darauf in ihrem Haus attackiert. Sidney kann sich in ihr Zimmer flüchten und die Polizei rufen, als plötzlich ihr Freund Billy an ihrem Fenster erscheint. Da er sofort nach dem Verschwinden des Mörders auftaucht und ihm ein Handy aus der Tasche fällt (ein zu damaliger Zeit recht unüblicher Gegenstand), vermutet Sidney, dass er der Killer ist. Billy wird daraufhin in Untersuchungshaft genommen, nach kurzer Zeit aber wieder freigelassen, weil er laut Anrufliste der Telefonbetreiber nicht angerufen hat – dafür trifft das auf Sidneys Vater zu, der nie auf seiner Tagung angekommen ist und seitdem als vermisst gilt.
Zu Sidneys Leidwesen ruft der Killer sie am selben Abend bei Tatum erneut an. Hinzu kommt noch das aufdringliche Verhalten von Gale, die mit allen Mitteln versucht, ein Interview mit Sidney zu bekommen. Auch in der Schule wird Sidney teilweise angefeindet und als Lügnerin dargestellt. Nachdem Sidney dem Mörder auf der Mädchentoilette der Schule begegnet ist, wird kurz darauf der Schuldirektor in seinem Büro mit mehreren Messerstichen getötet. Randy, ein guter Freund von Sidney und „Horrorfilm-Experte“, äußert gegenüber Tatums Freund Stu seinen Verdacht, dass Billy der Mörder sein müsse, während Stu hingegen Sidneys Vater verdächtigt.
Wegen der wachsenden Bedrohung durch den Killer wird eine Ausgangssperre verhängt, und die Schule fällt bis auf Weiteres aus. Die Teenager halten sich allerdings nicht daran und veranstalten eine Party bei Stu. Tatums Bruder Dewey, der in der Stadt als Polizist arbeitet, soll die Party im Auge behalten. Ebenfalls zugegen ist Gale mit ihrem Kameramann Kenny, um im Falle einer weiteren Attacke des Mörders sofort berichten zu können. Es gelingt ihr, in Stus Wohnzimmer eine versteckte Kamera zu platzieren, um das Geschehen im Haus zu beobachten. Die Jugendlichen trinken allerdings nur Alkohol und schauen sich gemeinsam Horrorfilme an.
Als Tatum von Stu losgeschickt wird, um Bier zu holen, erwartet der Mörder sie in der Garage. Tatum denkt zuerst, einer der Teenager habe sich spaßeshalber verkleidet, bis der Killer sie mit dem Messer angreift und verletzt. Tatum zeigt sich wehrhaft und versucht, durch die Katzenklappe im Garagentor zu entkommen. Sie bleibt jedoch stecken, und der Mörder fährt das Tor hoch, sodass Tatum eingeklemmt wird und stirbt. Auf der Party im Haus bekommt niemand etwas davon mit. Einige Leute gehen bereits, als Billy auftaucht und mit Sidney sprechen möchte. Sie begeben sich ins Schlafzimmer von Stus Eltern, wo Billy Verständnis für Sidney zeigt, während diese sich Billy öffnen möchte. Anschließend schlafen die beiden zum ersten Mal miteinander. Als im Wohnzimmer die Nachricht des ermordeten Schuldirektors eintrifft, machen sich fast alle auf den Weg zum Tatort, sodass nur Randy zurückbleibt.
Währenddessen macht Dewey in der Umgebung des Hauses in Begleitung von Gale einen Rundgang. Durch Zufall stoßen beide in einem Straßengraben auf das verlassene Auto von Sidneys Vater, was Dewey dem örtlichen Sheriff meldet. Sidney und Billy machen sich gerade fertig, wieder zu den anderen hinunterzugehen, als der Killer ins Zimmer stürmt und auf Billy einsticht. Er bricht blutüberströmt zusammen, und Sidney wird vom Mörder durch das Haus gejagt. Sie flüchtet in eine Dachkammer, wo sie aus dem Fenster klettert und vor der Garage auf einem überdeckten Motorboot landet. Hier entdeckt sie Tatums Leiche im Garagentor. Sie läuft zu Gales Ü-Wagen, wo Kenny das Geschehen im Haus beobachtet. Dass die Übertragung verzögert ist, wird Kenny zum Verhängnis, denn der Killer lauert längst am Wagen und schneidet dem Kameramann die Kehle durch. Sidney flieht aus dem Wagen ins Gelände.
Dewey bittet Gale, den Sheriff zu verständigen, während er einen Erkundungsgang durch Stus Haus macht. Zur gleichen Zeit findet Gale Kennys Leiche im blutüberströmten Ü-Wagen und fährt voller Panik weg vom Haus, als Sidney auf der Straße um Hilfe schreiend auftaucht. Gale verreißt das Lenkrad und landet im Straßengraben, wo der Wagen gegen einen Baum aufschlägt. Sidney kehrt zum Haus zurück, wo sie Dewey in der Tür erblickt, der mit einem Messer im Rücken zusammenbricht. Hinter ihm taucht der Killer auf, woraufhin Sidney sich in Deweys Polizeiauto rettet und fliehen will. Allerdings besitzt der Mörder die Schlüssel und dringt in das Auto ein. Sidney entkommt wieder nur knapp und kann mit Deweys Pistole ins Haus fliehen. Dabei schließt sie Randy und Stu aus, die gleichzeitig angelaufen kommen und sich gegenseitig beschuldigen, der Killer zu sein.
Plötzlich kommt der scheinbar verletzte Billy die Treppe hinunter und bittet Sidney, ihm die Pistole zu geben. Er lässt Randy herein und schießt ihm kurz darauf in die Brust. Sidney ist schockiert und will durch die Küche fliehen, wo sie von Stu aufgehalten wird. Nun offenbaren Billy und Stu ihr, dass sie alle Morde gemeinsam geplant und abwechselnd ausgeführt haben sowie ein Jahr zuvor auch ihre Mutter ermordet und die Tat deren Liebhaber Weary angehängt haben. Als Motiv gibt Billy an, ein Psychopath zu sein und schwer unter dem Verlassen durch seine eigene Mutter gelitten zu haben, die sich von seinem Vater getrennt habe, als dieser ein Verhältnis mit Sidneys Mutter angefangen habe. Nun wollen die beiden Sidneys Vater, den sie zuvor entführt und gefangen gehalten haben, töten und ihm alle Taten anhängen, um als einzige Überlebende der Mordserie berühmt zu werden. Um dafür überzeugend zu wirken, fügen sie sich gegenseitig Stichverletzungen zu.
Als die beiden – nun selbst blutend und verletzt – ihren Plan mit dem Mord an Sidney und ihrem Vater vollenden wollen, betritt Gale, die sich aus dem Wrack retten und die Pistole an sich bringen konnte, die Küche. Sie wird allerdings von Billy überwältigt, nachdem sie die Waffe nicht entsichert hatte. Kurz bevor Billy sie erschießen kann, stellt Stu fest, dass Sidney mit ihrem Vater geflüchtet ist. Billy rastet aus und sucht nach ihnen. In einem unachtsamen Moment gelingt es Sidney, Billy mit einem Regenschirm in die Brust zu stechen und ihm die Pistole wegzunehmen. Im nächsten Moment stürzt sich Stu auf sie. Im Kampf mit ihm schafft es Sidney, den Fernseher auf Stu zu werfen, woraufhin dieser an den Stromschlägen stirbt. Als Sidney erschöpft neben Billy kniet, kommt dieser wieder zu sich und versucht erneut, sie zu töten. Er kann durch einen Schuss von Gale ausgeschaltet werden, die inzwischen wieder zu sich gekommen ist. Auch Randy kann sich nach dem Schuss wieder aufrichten. In einem letzten Atemzug öffnet Billy schreiend die Augen, worauf Sidney ihn mit einem Kopfschuss tötet. Der Film endet mit einem Fernsehbericht von Gale über die Blutnacht.

## Produktion

### Drehbuch
Scream wurde unter dem vorläufigen Arbeitstitel Scary Movie von dem damals noch unbekannten Kevin Williamson geschrieben. Inspiriert von einem Fernsehbericht über den Gainesville Ripper schrieb er das Drehbuch in nur drei Tagen.
Williamson war zum damaligen Zeitpunkt in Geldnot und hoffte, das Buch schnell verkaufen zu können. Tatsächlich gab es mehrere Bieter, die den Preis enorm in die Höhe trieben. Am Ende blieben auf der einen Seite Bob Weinstein, der durch die Produzenten Cathy Konrad und Cary Woods auf das Buch aufmerksam gemacht worden war, und Dan Halsted und Oliver Stone auf der anderen Seite als Bieter übrig. Kevin Williamson entschloss sich, ein Gebot über 400.000 US-Dollar von Weinstein anzunehmen, da er annahm, dass Weinstein das Buch auch tatsächlich und zeitnah verfilmen lassen würde.

### Stab und Besetzung
Nachdem Bob Weinstein das Drehbuch erworben hatte, wurde umgehend mit den Vorbereitungen der Verfilmung begonnen.
Als Regisseur wünschten sich die Verantwortlichen bei Dimension Films Wes Craven, doch dieser zeigte sich zunächst nicht interessiert. Man sprach daraufhin George A. Romero und Sam Raimi an, die jedoch ebenfalls nicht zur Verfügung standen.
In der Zwischenzeit begann bereits das Casting der Schauspieler und man konnte Drew Barrymore für die Hauptrolle verpflichten. Bob Weinstein von Miramax versuchte nun abermals, Wes Craven vom Projekt zu überzeugen, indem er von Barrymores Verpflichtung berichtete. Craven zeigte sich beeindruckt, war aber immer noch nicht dazu bereit, die Regie zu übernehmen. Craven sah sich in der Vergangenheit zu sehr auf die Regie von Horrorfilmen festgelegt und wollte eigentlich andere Projekte in Angriff nehmen. Dann traf er einen etwa 12-jährigen Fan, der ihn fragte, wann er denn mal wieder einen richtigen Film mache. Da wurde Craven klar, dass er wieder einen echten Horrorfilm drehen wollte, und fragte Weinstein, ob der Job noch zu vergeben wäre, woraufhin man ihn unter Vertrag nahm.
Etwa fünf bis sechs Wochen vor Drehbeginn gab Drew Barrymore die Hauptrolle unerwartet ab. Sie bot stattdessen an, die Rolle der Casey Becker zu spielen. Wes Craven dachte daraufhin darüber nach, das Projekt wieder zu verlassen. In einem Gespräch überzeugte Barrymore Craven jedoch von ihrer Idee. Da das Publikum Barrymore in der Hauptrolle erwarten würde, wäre der frühe Filmtod der von ihr dargestellten Figur eine bereits nach wenigen Minuten eintretende dramaturgisch völlig unerwartete Wendung.
Das Filmteam akzeptierte Barrymores Wunsch und besetzte sie für die Rolle der Casey Becker. Dadurch musste aber auch die Hauptrolle der Sidney Prescott neu besetzt werden. Mehrere Schauspielerinnen machten Probeaufnahmen, darunter Alicia Witt und Brittany Murphy. Reese Witherspoon machte keine Probeaufnahmen, wurde aber von den Produzenten in Betracht gezogen. Besetzt wurde die Rolle letztlich mit der gerade durch die Fernsehserie Party of Five bekannt gewordenen Neve Campbell, nachdem sie mehrere Probeaufnahmen für den Film absolviert hatte.
Als Sidneys Freund Billy Loomis wurde Skeet Ulrich unter Vertrag genommen, auch weil er die Produzenten sehr an den jungen Johnny Depp aus dem Film Nightmare – Mörderische Träume erinnerte. Der Name Loomis stammt von Michael Myers’ Psychiater aus dem Film Halloween – Die Nacht des Grauens.
Sidneys beste Freundin Tatum Riley wurde mit Rose McGowan besetzt. In Betracht gekommen waren für die Rolle u. a. Rebecca Gayheart und Melinda Clarke.
Die Rolle des Stuart Macher wurde durch einen glücklichen Zufall mit Matthew Lillard besetzt. Er begleitete seine Freundin, ebenfalls Schauspielerin, zu einem Casting im selben Gebäude und wurde von Lisa Beach, die für das Casting von Scream verantwortlich war, angesprochen. Sie bat ihn, für die Rolle des Stuart vorzusprechen. Später wurde er unter Vertrag genommen.
Auch für die Rolle des Randy Meeks hatten sich viele Schauspieler beworben, am Ende mussten sich die Produzenten zwischen Breckin Meyer und Jamie Kennedy entscheiden. Angeblich waren es nur Nuancen, die den Ausschlag für Jamie Kennedy gaben.
Neben den jugendlichen Charakteren waren auch mehrere erwachsene Charaktere zu besetzen.
Die Produzenten hatten David Arquette angeboten, einen der Jugendlichen zu spielen. Doch Arquette bat Wes Craven, den „Dewey“ Riley spielen zu dürfen. Wes Craven gab ihm diese Chance.
Die Rolle der Gale Weathers übernahm die aus der Fernsehserie Friends bekannte Courteney Cox. Die Rolle wurde vorher bereits Janeane Garofalo angeboten, die sie ablehnte. Daraufhin dachte man über Brooke Shields nach, doch als man von Cox’ Interesse hörte, bekam sie die Rolle.
Gales Kameramann Kenny wurde mit W. Earl Brown besetzt.
Die Stimme des Ghostface wurde von Roger L. Jackson gesprochen, der ursprünglich im endgültigen Film von einem anderen Schauspieler synchronisiert werden sollte. Man war von Jacksons Arbeit jedoch so begeistert, dass man seine Stimme im fertigen Film beließ.
Der Film enthält eine Reihe von Cameo-Auftritten. Henry Winkler ist als Schuldirektor zu sehen. Obwohl er verhältnismäßig viel Dialog hat, wird er nicht im Abspann erwähnt. Regisseur Wes Craven ist als Hausmeister Fred zu sehen, durch Kleidung und Name als Anspielung auf Freddy Krueger zu erkennen. Linda Blair spielt eine Reporterin.

### Schauplätze
Im Frühjahr 1996 suchte man nach einem geeigneten Drehort. Miramax wollte die Dreharbeiten in Vancouver stattfinden lassen, um ein Budget von 15 Millionen US-Dollar nicht zu überschreiten. Wes Craven wollte gerne in Kalifornien drehen, um den Film amerikanisch aussehen zu lassen, doch das wäre eine Million US-Dollar teurer als Aufnahmen in Vancouver gewesen. Craven bezog einen klaren Standpunkt gegenüber den Produzenten und machte ihnen klar, dass er auf jeden Fall in Kalifornien drehen würde. Daraufhin waren einige der Beteiligten bei Miramax der Meinung, man solle einen anderen Regisseur verpflichten. Die Weinstein-Brüder gaben jedoch nach, da sie der Meinung waren, die Zugkraft des Namens Wes Craven sei mehr wert als die eine Million US-Dollar Mehrkosten. Wes Craven besuchte also potentielle Drehorte in Kalifornien und wurde in der Stadt Santa Rosa fündig.
Einer der Hauptgründe für den Drehort Santa Rosa war die High School, in der viele der Aufnahmen entstehen sollten. Obwohl der Direktor und andere Offizielle zunächst Zustimmung signalisierten, war es die Schulverwaltung, die die Dreharbeiten in letzter Minute untersagte. Man war zunächst davon ausgegangen, dass der Film eine Parodie sei, und zeigte sich nun schockiert, als man erfuhr, dass es sich um einen Horrorfilm handelte. Im Nachbarort fand man jedoch eine Alternative in Räumen, die einmal eine Highschool waren, doch nun als Gemeindezentrum genutzt wurden. Dort wurden alle Szenen gedreht, die an oder in der Woodsboro High School spielen.

### Dreharbeiten
Die Dreharbeiten begannen am 15. April 1996. In den ersten fünf Tagen wurde der Prolog des Films aufgenommen, in dem Drew Barrymore durch den Killer getötet wird.
Der gesamte dritte Akt des Films, ca. 40 Minuten, spielen in und um Stuart Machers Haus. Diese Szenen wurden in 21 Nächten abgedreht. Der für die Kamera verantwortliche Mark Irwin wurde aufgrund „künstlerischer Differenzen“ in der letzten Drehwoche durch Peter Deming ersetzt.
Kurz vor der Veröffentlichung setzte Bob Weinstein die Änderung des Titels von Scary Movie zu Scream durch. Das restliche Team war zunächst nicht mit der Änderung einverstanden, hält sie rückblickend aber für den richtigen Schritt.

### Synchronisation
Die deutsche Synchronfassung entstand bei der FFS Film- & Fernseh-Synchron GmbH, München. Horst Geisler schrieb das Dialogbuch und führte Regie.
| Figur                       | Darsteller      | Deutscher Sprecher  |
| --------------------------- | --------------- | ------------------- |
| Sidney Prescott             | Neve Campbell   | Veronika Neugebauer |
| Gale Weathers               | Courteney Cox   | Madeleine Stolze    |
| Deputy Dwight „Dewey“ Riley | David Arquette  | Frank Röth          |
| Billy Loomis                | Skeet Ulrich    | Florian Halm        |
| Stuart Macher               | Matthew Lillard | Philipp Brammer     |
| Tatum Riley                 | Rose McGowan    | Solveig Duda        |
| Randy Meeks                 | Jamie Kennedy   | Alexander Brem      |
| Kenny                       | W. Earl Brown   | Jan Odle            |
| Cotton Weary                | Liev Schreiber  | Marco Kröger        |
| Casey Becker                | Drew Barrymore  | Claudia Lössl       |
| Neil Prescott               | Lawrence Hecht  | Walter von Hauff    |
| Principal Himbry            | Henry Winkler   | Ulrich Frank        |
| Sheriff Burle               | Joseph Whipp    | Michael Gahr        |
| Reporterin                  | Linda Blair     | Inge Solbrig        |
| Stimme von Ghostface        | Roger Jackson   | Kai Taschner        |

### Uraufführung
Die Premiere des Films fand am 18. Dezember 1996 in Los Angeles statt, zwei Tage später startete er in den Vereinigten Staaten in den Kinos. Die meisten der an der Produktion beteiligten Personen waren skeptisch, den Film kurz vor Weihnachten in die Kinos zu bringen. Sie gingen davon aus, dass zu dieser Zeit nur Familienfilme gesehen würden. Bob Weinstein bestand jedoch auf dem Termin, gerade weil Horrorfans zu dieser Zeit keine anderen Filme im Kino sehen konnten.
In Deutschland war der Film ab dem 30. Oktober 1997 in den Kinos zu sehen.

## Nachwirkung

### Finanzieller Erfolg
Der Film war ein großer finanzieller Erfolg, er hatte ein Budget von geschätzten 15 bis 16 Millionen US-Dollar und spielte allein in den USA über 103 Millionen US-Dollar ein. Weltweit spielte er über 161 Millionen US-Dollar ein, davon ca. 17,6 Millionen D-Mark in Deutschland.

### Zeitgenössische Kritik
Scream bekam bei seiner Veröffentlichung überwiegend gute Kritiken. Roger Ebert gab dem Film 3 von 4 Sternen und schrieb, er habe den Film „gemocht“.

„Wes Craven kümmert nicht die Psychologie, er will schocken und überraschen. Wer sich hier nicht erschreckt, muß tot sein!“

„Klassisches B-Movie, das die Versatzstücke des Psychothrillers und Slasher-Movies eher ausschlachtet als reflektiert, geschweige denn parodiert. Durch das lustvolle Zelebrieren des perfiden Spiels, Menschen aus Spaß zu töten, hinterläßt der nur von äußerlicher Spannung getragene Film einen zwiespältigen Eindruck.“

Der Schriftsteller Stephen King bezeichnete den Film als „verständnissicheren, komisch/schrecklichen Spross des Slasher-Genres“, mit „einem Irren, der eine dem Edvard-Munch-Gemälde Der Schrei nachempfundene Maske trägt.“ Er wechsle „zwischen lustigen Szenen und authentischen Schreckensszenen“ ab, was insbesondere auf die „‚Ein Fremder ruft an‘-Szene“ zum Filmbeginn zuträfe.

### Spätere Bewertung
Scream zog bis 2011 drei kommerziell erfolgreiche Fortsetzungen nach sich und belebte das totgeglaubte Horrorgenre in den 1990er-Jahren neu. Durch seinen unerwarteten Erfolg löste er eine Welle von „Teenie-Slashern“ aus, darunter Ich weiß, was du letzten Sommer getan hast und Düstere Legenden.
Auch rückblickend bekommt der Film fast ausnahmslos gute Kritiken, so wurde er z. B. im Jahr 2010 auf der Webseite acslater.com als der beste Horrorfilm der 1990er Jahre genannt. Im April 2012 nannte Meredith Woerner die Scream-Filmreihe den „amtierenden Champion der selbstreferentiellen Horrorfilme.“

### Fortsetzungen
Die Fortsetzungen Scream 2 (1997), Scream 3 (2000) und Scream 4 (2011) wurden alle von Wes Craven inszeniert. Ferner sind auch die Hauptdarsteller des ersten Teils allesamt bei den nachfolgenden Produktionen mit dabei. Das Drehbuch wurde wiederum jeweils von Kevin Williamson verfasst. Im Januar 2022 erschien der fünfte Teil Scream. Ein sechster Teil wurde 2023 veröffentlicht.
Ende Juni 2015 wurde in den Vereinigten Staaten mit der Ausstrahlung der Fernsehserie Scream begonnen.

### Bedeutung für das Genre und Ableger
Scream bedeutete den kommerziellen Durchbruch des Teen-Horrorfilms, der als Subgenre bislang ein Schattendasein führte. Dies führte zu einer Reihe ähnlicher Produktionen wie Ich weiß, was du letzten Sommer getan hast, Dich kriegen wir auch noch oder The Faculty.
Mit Scary Movie gab es auch eine kommerziell sehr erfolgreiche Horror-Persiflage zu der Filmreihe Scream aus den Jahren 2000, 2001, 2003, 2006. Deren zentrale Grundlage bildeten immer die Scream-Filminhalte.
Ein weiterer Film, der sehr an die Filmreihe erinnert, ist der 2017 entstandene und sehr erfolgreiche Horror-Film Happy Deathday.

### Nachahmungstäter
Eine Parallele zum Film wurde medial 2002 bei dem Mord in der schwäbischen Stadt Gersthofen, nördlich von Augsburg, gezogen. Am Rosenmontag, dem 11. Februar, ermordete dort der 19-jährige Berufsschüler Michael W. die 12-jährige Vanessa G. Der junge Mann war auf dem Heimweg von einem Faschingsfest, bei dem er mit einem schwarzen Umhang und einer Totenkopfmaske als Tod verkleidet war, in das Haus eingedrungen und hatte das Mädchen – wie im Film – mit einem Küchenmesser in ihrem Kinderzimmer ermordet. Der damalige Soko-Chef Klaus Bayerl sah Parallelen zu Scream und Halloween. Ein Teil der Halloween-Reihe war am Samstag vor der Tat sogar noch im Fernsehen gelaufen. Bayerl betonte aber, dass man nicht sicher sagen könne, ob die beiden Filme den Täter tatsächlich zur Tat bewegt hätten. Im Zimmer des Täters befanden sich 173 Videofilme, die von der Polizei beschlagnahmt wurden. Scream und Halloween soll Michael W. dabei jeweils an die 50 Mal gesehen haben.
Am Abend des 22. September 2006 wurde Cassie Jo Stoddart im US-Bundesstaat Idaho von zwei Mitschülern der Pocatello High School ermordet. Die Täter Brian Draper und Torey Adamcik hatten Cassie zunächst besucht, als diese sich mit ihrem Freund Matt im Haus ihrer Tante aufhielt. Später gaben sie vor, noch ins Kino gehen zu wollen, versteckten sich aber anschließend im Haus. Nachdem Matt gegangen war, schalteten sie den Strom ab und verfolgten ihr Opfer durchs Haus. Schließlich töteten sie die junge Frau mit 29 Messerstichen. Später wurden sie wegen Mordes zu lebenslanger Haft verurteilt. Neben den Amokläufern der Columbine High School nannten sie den Film Scream als Vorbild für ihr Verbrechen. Ihre Geschichte wurde unter anderem in der Dokumentationsreihe Copycat Killers erzählt.

## Trivia
- Knapp 210 Liter Filmblut wurden in Scream vergossen.
- Die Ghostfacemaske ist dem Gemälde Der Schrei des norwegischen Malers Edvard Munch nachempfunden und wurde in einem Souvenir-Shop in Hollywood erstanden.[17]
- Angesprochen darauf, dass die Nightmare-Filmreihe „echter Horror“ sei, sagt Casey: „Der erste Teil ja, aber der zweite war Mist.“ Wes Craven referenziert sich damit selbst, denn er führte Regie im ersten Nightmare-Film.

## Schnittfassungen
Die Kinofassung wurde bei Erscheinen von der FSK ab 18 Jahren freigegeben und später von der Bundesprüfstelle für jugendgefährdende Medien indiziert. Daher existieren viele in verschiedenem Ausmaß gekürzte Fassungen, die auch im Free-TV gesendet werden durften. Auf DVD beträgt die Spieldauer der gekürzten Fassung 103 Minuten. 2011 wurde die Originalfassung jedoch vom Index gestrichen und nach einer Neuprüfung ab 16 Jahren freigegeben. Die DVD mit einer nunmehrigen Spieldauer von 107 Minuten sowie die Blu-ray Disc mit einer Spieldauer von 111 Minuten erhielten aufgrund diverser Trailer und Bonusmaterial dennoch eine FSK-18-Freigabe.
Der Director’s Cut ist um sechs Sekunden länger, enthält aber nicht nur neue Szenen. Es mussten auch viele Szenen für die Kinofassung umgeschnitten werden, um in Amerika das vermarktungsschädliche NC-17 Rating zu vermeiden. Dort sieht man beispielsweise das Herausfallen von Steves Gedärmen und eine längere Kamerafahrt auf Caseys Leiche. Außerdem zeigt der Director’s Cut ausführlichere Einstellungen der Morde an Tatum und Kenny sowie der Szenen, in denen sich Billy und Stu gegenseitig Verletzungen zufügen.

## Auszeichnungen
- Der Film gewann den Saturn Award für den besten Horrorfilm des Jahres 1996 und den MTV Movie Award für den besten Film 1997.